# ديفيد بيتس (لاعب كرة قدم)
ديفيد بيتس (بالإنجليزية: David Bates)‏ هو لاعب كرة قدم بريطاني، ولد في 5 أكتوبر 1996 في كيركالدي في المملكة المتحدة. لعب مع ريث روفرز ونادي بريتشين سيتي.

## وصلات خارجية
- ديفيد بيتس على موقع الاتحاد الأوربي (الإنجليزية)
- ديفيد بيتس على موقع الاتحاد الإسكتلندي (الإنجليزية)
- ديفيد بيتس على موقع إي إس بي إن إف سي (الإنجليزية)
- ديفيد بيتس على موقع قاعدة بيانات كرة القدم.إي يو (الإنجليزية)
- ديفيد بيتس على موقع ليكيب (الفرنسية)
- ديفيد بيتس على موقع ناشيونال فوتبول تيمز (الإنجليزية)
- ديفيد بيتس على موقع Soccerbase.com (لاعب) (الإنجليزية)
- ديفيد بيتس على موقع Soccerway.com (الإنجليزية)
- ديفيد بيتس على موقع عالم كرة القدم.نت (الإنجليزية)
- ديفيد بيتس على موقع GSA (الإنجليزية)